# Sonja Huber (Komponistin)
Sonja Huber (* 30. Juni 1980 in Wiener Neustadt/Niederösterreich) ist eine österreichische Pianistin und Komponistin.

## Leben
Sonja Huber studierte in den Jahren 1998 bis 2006 an der Universität für Musik und darstellende Kunst Wien Komposition bei Detlev Müller-Siemens und Michael Jarrell, Konzertfach Klavier bei Jürg von Vintschger und Stephan Möller-Spaemann sowie Musiktheorie bei Dieter Torkewitz. Das Diplom mit Auszeichnung (Magister artium) im Fach Komposition erlangte sie im Jahr 2004. Im Jahr 2006 erlangte sie in den Fächern Klavier und Musiktheorie jeweils das Diplom mit Auszeichnung (Magister Artium). Huber belegte Meisterkurse in Klavier u. a. bei Oleg Maisenberg und Noel Flores sowie in Komposition bei Helmut Lachenmann und Hanspeter Kyburz.
In den Jahren 2003 bis 2009 war Huber Vorstandsmitglied der Österreichischen Gesellschaft für zeitgenössische Musik Wien (ÖGZM).
Seit dem Jahr 2005 ist Sonja Huber freie Mitarbeiterin als Herausgeberin, Korrektorin und beim Erstellen von Klavierauszügen im Verlag Universal Edition Wien. Seit 2008 übt sie Lehrtätigkeiten an der Universität für Musik und darstellende Kunst Wien und seit 2013 am Institut für Musikwissenschaft der Universität Wien aus.

## Auszeichnungen
- 2012: Wissenschaftspreis des Landes Niederösterreich[3]
- 2013: Theodor-Körner-Preis für Kunst

## Werke (Auswahl)

### Ensemblemusik
- Contradictions – Duo für Saxophon und Klavier (1999)[4]
- Quartett für Streichtrio und Violoncello – Besetzung: zwei Violinen, Viola und Violoncello (1999)[4]
- Quintett für Klarinette, Fagott, Violine, Kontrabass und Schlagwerk (2000)[4]
- Sextett für Klarinette, Fagott, Violine, Kontrabass und 2 Schlagzeuger (2001)[4]
- Trio für zwei Violinen und Klarinette (2002)[4]
- Streichtrio – für zwei Violinen und Viola (2002)[4]
- Dichtung – Oktett für Klarinette oder Bassklarinette, Fagott, Horn, Tuba, Violoncello, Kontrabass, Harfe und Tamtam (2002)[4]
- à droite – Trio für Violine, Violoncello und Klavier (2004)[4]
- Vier auf einen Streich – Quartett für zwei Violinen, Viola und Violoncello (2004)[4]
- con-fusion – Quartett für Flöte, Klarinette, Violine und Violoncello (2004–2005)[4]
- pourquoi comment – Quintett für Flöte, Klarinette, Violine, Violoncello und Klavier (2007)[4]
- maintenant – Septett für Flöte, Oboe, Klarinette, Violine, Viola, Violoncello, Klavier (2007)[4]
- et alors – Trio für Klarinette, Violine und Violoncello (2007)[4]
- Domino – Quartett für vier Schlagwerker (2008)[4]
- Stationen – Quartett für Violine, Viola, Violoncello und Klavier (2008–2009)[4]
- Gesammelte Federn – Duo für Fagott und Kontrabass (2009)[4]
- Petits Fours – Trio für Violine, Violoncello und Klavier (2011)[4]
- Dickicht – Trio für Oboe, Klarinette und Fagott (2011)[4]
- Katalog – Duo für zwei Klaviere (2012)[4]
- Visionen – Kammerorchester für Flöte, Oboe, Klarinette, Fagott, Horn, Trompete, Violine, Viola, Violoncello, Kontrabass und Elektronik (2012)[4]
- Fun-faren – für Saxophonquartett (1987)[4]

### Solomusik
- d’accord I – Solo für Klavier (2003)[4]
- Chemins – Solo für Orgel (2005)[4]
- Gratwanderung – Solo für Klavier (2006)[4]
- va-et-vient – Solo für Klavier (2008)[4]
- Weiße Zwerge – Solo für Klavier (2010–2011)[4]
- Switch – Solo für Klavier (2012–2013)[4]
- catch up – Solo für Violoncello (2013)[4]

### Orchestermusik
- d’accord II – Nonett für Flöte, Oboe, Klarinette, Fagott, Horn, Violine, Viola, Violoncello und Kontrabass (2003)[4]
- Pas de... – für großes Orchester (2004)[4]
- Spurensuche – für Orchester (2005)[4]
- Puzzle – für Orchester (2010)[4]
- Puzzle II – für Orchester (2012)[4]